# Lisia Góra (Kamela)
Lisia Góra (kaszb. Lësiô Gòra) – osada leśna wsi Kamela w Polsce, położona w województwie pomorskim, w powiecie kartuskim, w gminie Somonino.
W latach 1975–1998 osada administracyjnie należała do województwa gdańskiego.